# Bistum Ratzeburg

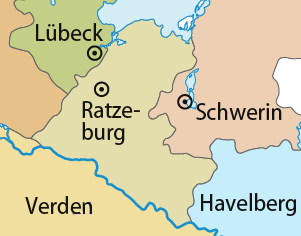
Bistum Ratzeburg (kirchliche Diözese)

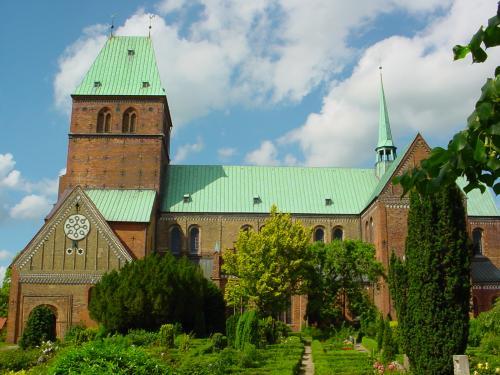
Dom von Ratzeburg, ab 1170

Das Bistum Ratzeburg (1060/1154 bis 1554) ist ein historisches Bistum. Sein Gebiet umfasste den äußersten Westen Mecklenburgs und das Herzogtum Lauenburg. Um die Bischofsstadt Ratzeburg bildete sich ein Hochstift als Territorium unter direkter Herrschaft von Bischof und Domkapitel. Während der Reformation wurde das Bistum säkularisiert.

## Geschichte

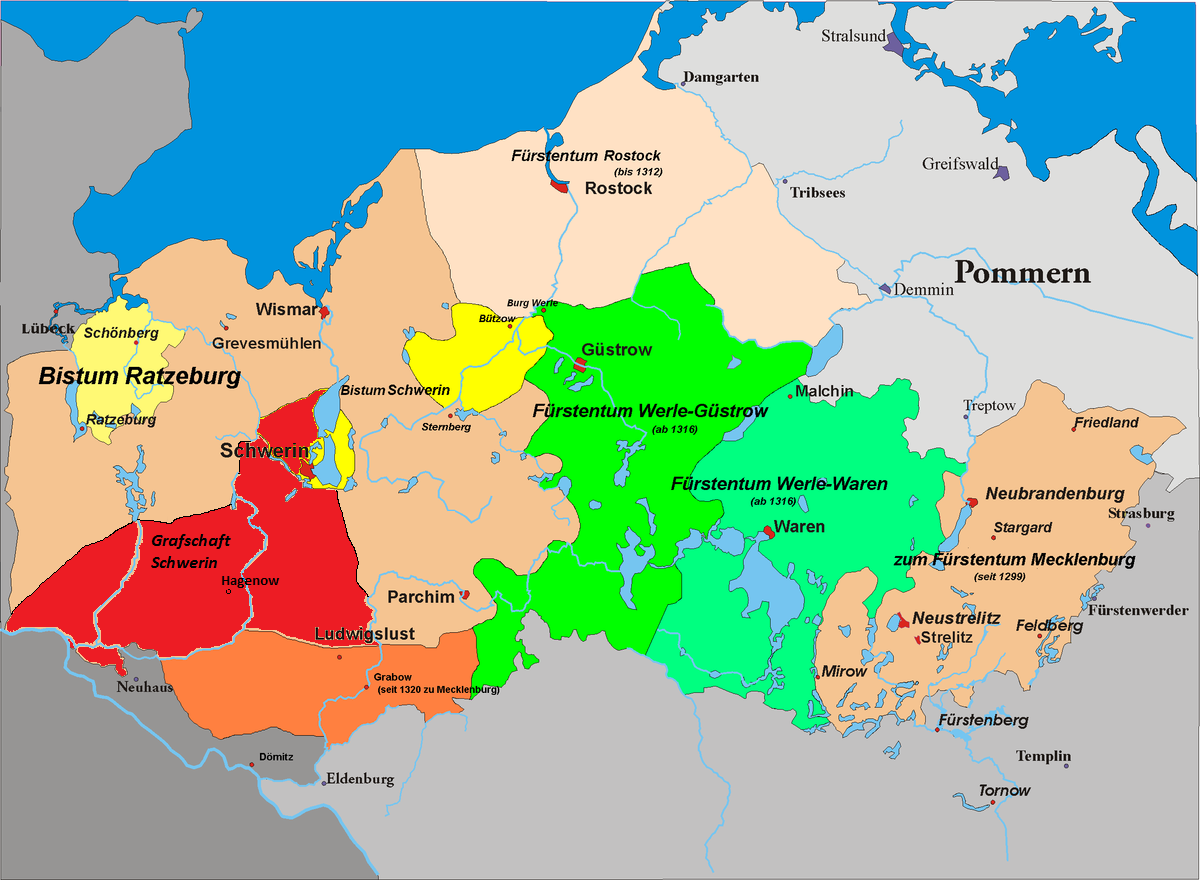
Hochstift Ratzeburg (weltliches Herrschaftsgebiet des Bischofs) und Mecklenburg um 1300

Erzbischof Adalbert von Bremen gliederte um 1060 die Bistümer Ratzeburg und Mecklenburg (später verlegt nach Schwerin) aus dem Bistum Oldenburg/Holstein (später verlegt nach Lübeck) aus. Aber schon 1066 fielen diese einem blutigen Aufstand der Abodriten zum Opfer, der in der Steinigung des Ansverus und der Verstümmelung des Mecklenburger Bischofs Johannes gipfelte.
Erzbischof Hartwig I. von Bremen wollte um 1150 die seit 1066 vakanten Bistümer wieder besetzen, geriet darüber aber in Konflikt mit dem Landesherrn, dem Welfenherzog Heinrich dem Löwen. Allein dieser konnte den Bistümern die notwendige wirtschaftliche Grundlage geben und beanspruchte darum das Recht zur Einsetzung der Bischöfe (Investitur) in seinem Herrschaftsgebiet für sich. Der Streit wurde 1154 auf dem Reichstag in Goslar entschieden: König Friedrich I. Barbarossa übertrug sein Investiturrecht für die nordelbingischen Bistümer seinem Vetter Heinrich dem Löwen. Dieser setzte 1154 den Propst des Prämonstratenserstifts Unser Lieben Frauen in Magdeburg, Evermod, zum Bischof von Ratzeburg ein. Im Januar 1158 bestätigte Papst Hadrian IV. die Errichtung des Bistums. Die Urkunde, die im Landeshauptarchiv Schwerin verwahrt wird, gilt als die älteste Urkunde Mecklenburgs.
1160 unterstellte Erzbischof Hartwig I. mit Zustimmung Heinrichs des Löwen das Bistum Ratzeburg der Metropolitangewalt der Hamburger Kirche. Der Ratzeburger Dom entstand ab 1170.
Die Vogteirechte über das Bistum gelangten nach dem Aussterben der Grafen von Ratzeburg über Umwege an Sachsen und schließlich durch Kauf an den Bischof selbst, der sie nicht mehr als Erblehen vergab. Ab 1230 waren die Bischöfe auch Reichsfürsten des Hochstifts. Dieses wurde 1500 Teil des Niedersächsischen Reichskreises.

## Domkapitel
Gleich dem ersten Bischof folgte auch das Domkapitel der Augustinusregel und den Besonderheiten der Prämonstratenser, welche ihm der Papst 1158 bestätigte. Somit gehörte das Domkapitel fortan zur sächsischen Zirkarie des Prämonstratenserordens, in dessen Ordensrat der Dompropst als Mitglied saß.
Zunächst war der Sitz des Domkapitels im St.-Georgs-Kloster, von wo aus es 1172 in die Stadt übersiedelte und sich am Dom niederließ. War die Zahl der Domherren ursprünglich auf den Propst und zwölf Kanoniker beschränkt, so wuchs sie bis 1231 auf 22 an. Erst 1301 wurde ihre Höchstzahl auf 25 festgesetzt, von denen 16 Priester, je vier Diakone und Subdiakone sein sollten. Diese Zahl wurde jedoch nur in der ersten Hälfte des 14. Jahrhunderts erreicht, danach waren es nie mehr als 14 bzw. 16. Zu dieser Zeit entstammten die meisten Kanoniker den adligen Geschlechtern Mecklenburgs und Lauenburgs. Später waren vornehmlich Bürgersöhne aus Lübeck, Wismar und Ratzeburg Domherren.
Nachdem um die Mitte des 14. Jahrhunderts der gemeinsame Tisch aufgehoben worden war, teilte man 1372 das Vermögen des Stiftes auf, wobei auf den Propst ein Drittel, auf Dekan und Kapitel zwei Drittel fielen. Das Gemeinschaftsleben war damit zu Ende. Dem Domkapitel waren zehn Pfarrkirchen inkorporiert, welche es bis 1401 ausschließlich mit eigenen Mitgliedern besetzte.
Das Domkapitel kannte bis 1504 die Dignitäten eines Propstes, Dekans, Kustoden, Thesaurars, Strukturars und Kantors. Als es in diesem Jahr jedoch aufgrund der Bulle von Papst Julius II. unter Bischof Johannes von Parkentin in ein Säkularkanonikerstift umgewandelt wurde, wurde es auf einen Propst, einen Dekan, einen Kantor und elf Kanoniker beschränkt. Hierbei stattete der Bischof zwei Kanonikate mit je einer Pfarrei und der Herzog zwei Kanonikate mit Archidiakonaten und vier Kanonikate mit Pfarreien aus. Dies hatte jedoch die Folge, dass der Bischof zwei Kanonikate und der Herzog sechs besetzten. Dem Kapitel selbst blieben nur noch die Besetzung von drei Kanonikaten und die Wahl der Dignitäten.

## Reformation und Säkularisation
Während das Bistum als geistlicher Aufsichtsbezirk in der Reformation unterging, blieb das Hochstift zunächst erhalten. Nach dem Tod des Bischofs Georg von Blumenthal 1550 versuchte Herzog Franz I. von Sachsen-Lauenburg vergeblich, seinen neunjährigen Sohn Magnus zum Bischof wählen zu lassen, gewählt wurde jedoch Christoph von der Schulenburg. Daraufhin rief der Herzog den Söldnerführer Vollrad von Mansfeld mit seinen Truppen ins Land, die am 23. Mai 1552 den Ratzeburger Dom plünderten. Mansfeld blieb zwei Monate; gegen eine Zahlung von 4000 Talern brannte er den Dom nicht nieder. Das Geld liehen die Domherren sich bei Nikolaus Bardewik, dem Bürgermeister von Lübeck, und verpfändeten dafür einen Teil des Stiftsbesitzes.
1554 trat Bischof Christoph von der Schulenburg zurück, und wieder versuchte Franz I., seinen Sohn Magnus als Bischof wählen zu lassen. Auch dieses Mal scheiterte er und das Domkapitel entschied sich für Christoph von Mecklenburg. Drei der nun bis 1648 folgenden vier Administratoren des Stifts stammten aus dem mecklenburgischen Herzogshaus. Die geistliche Aufsicht des Stifts lag in dieser Zeit bei den Superintendenten Konrad Schlüsselburg, Nicolaus Peträus und Hector Mithobius.
Im Westfälischen Frieden 1648 wurde das Hochstift Ratzeburg endgültig säkularisiert und als Fürstentum Ratzeburg dem Haus Mecklenburg zugesprochen. 1701 gelangte es an das Herzogtum Mecklenburg-Strelitz, womit auch diese – jüngere – Linie der mecklenburgischen Herzöge Sitz und Stimme im Reichsfürstenrat erhielt.

## Wappen

### Bistum

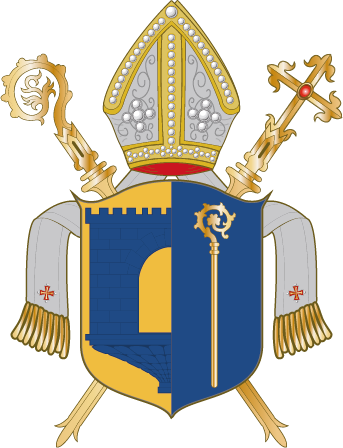
Wappen des Bistums Ratzeburg

Das Wappen des Bistums bildete sich im Verlauf des Mittelalters aus und wurde zuerst vom Bischof Detlev von Parkentin/Berkentin (Amtszeit 1395–1414) geführt: Vorne der goldene, aufrecht gestellte Bischofsstab im blauen Feld; hinten im goldenen Felde die blaue Burg. Die beiden Figuren Stab und Burg blieben bis 1648 konstant, während ihre Anordnung und Gestaltung im Laufe der Zeit teilweise beträchtlich variieren konnten. Herzog Gustav Adolf führte es als letzter postulierter Bischof des Stifts Ratzeburg (1636–1648) als Herzschild in der Form: vorne im blauen Felde eine rote Burg und hinten im blauen Felde der goldene Stab. Das Wappen des Landkreises Nordwestmecklenburg zitiert heute mit dem Bischofsstab die eine Hälfte des Bistumswappens.
Aus unbekannten Gründen wurde das Bistumswappen nach der Säkularisation 1648 nicht weiter verwendet und durch das neue Wappen des Fürstentums Ratzeburg als Teil des mecklenburgischen Gesamtwappens ersetzt: In Rot ein silbernes Hochkreuz, überhöht von einer goldenen Krone.

### Kapitel

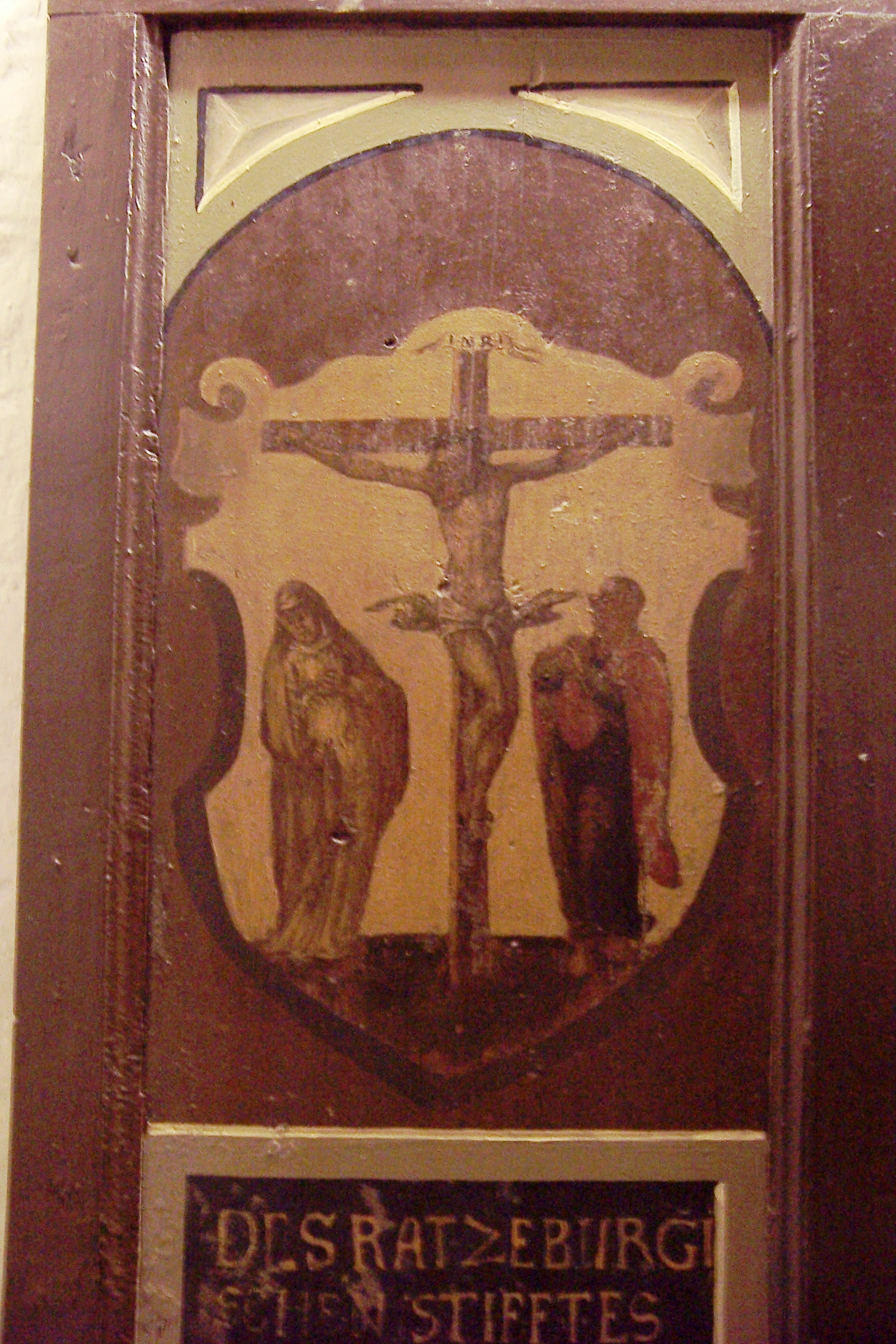
Kapitelswappen in Herrnburg

Das Ratzeburger Domkapitel führte ein eigenes Wappen. Es zeigte zuletzt Christus am Kreuz, an dessen Seite Maria und Johannes stehen. Dies war für Jahrhunderte auch das Siegelbild des Kapitels und ist u. a. in der Kirche zu Herrnburg zu sehen.